# Stagno di Pauli Mesalonga
Lo stagno di Pauli Mesalonga è una zona umida situata in prossimità della costa occidentale della Sardegna, all'altezza del golfo di Oristano. Appartiene amministrativamente al comune di San Vero Milis.

Lo stagno ricade all'interno dell'area SIC ITB030028 che condivide con gli stagni di Pauli Marigosa e Salina Manna.